# Mus lepidoides
Mus lepidoides és una espècie de mamífer rosegador de la família dels múrids. És endèmic del centre de Myanmar. Anteriorment se'l considerava una variant regional de M. booduga, però un estudi publicat el 2010 i basat en dades genètiques i morfològiques l'elevà a la categoria d'espècie. Podria ser el tàxon germà del grup d'espècies M. musculus.